# Chiesa di San Giovanni Calibita

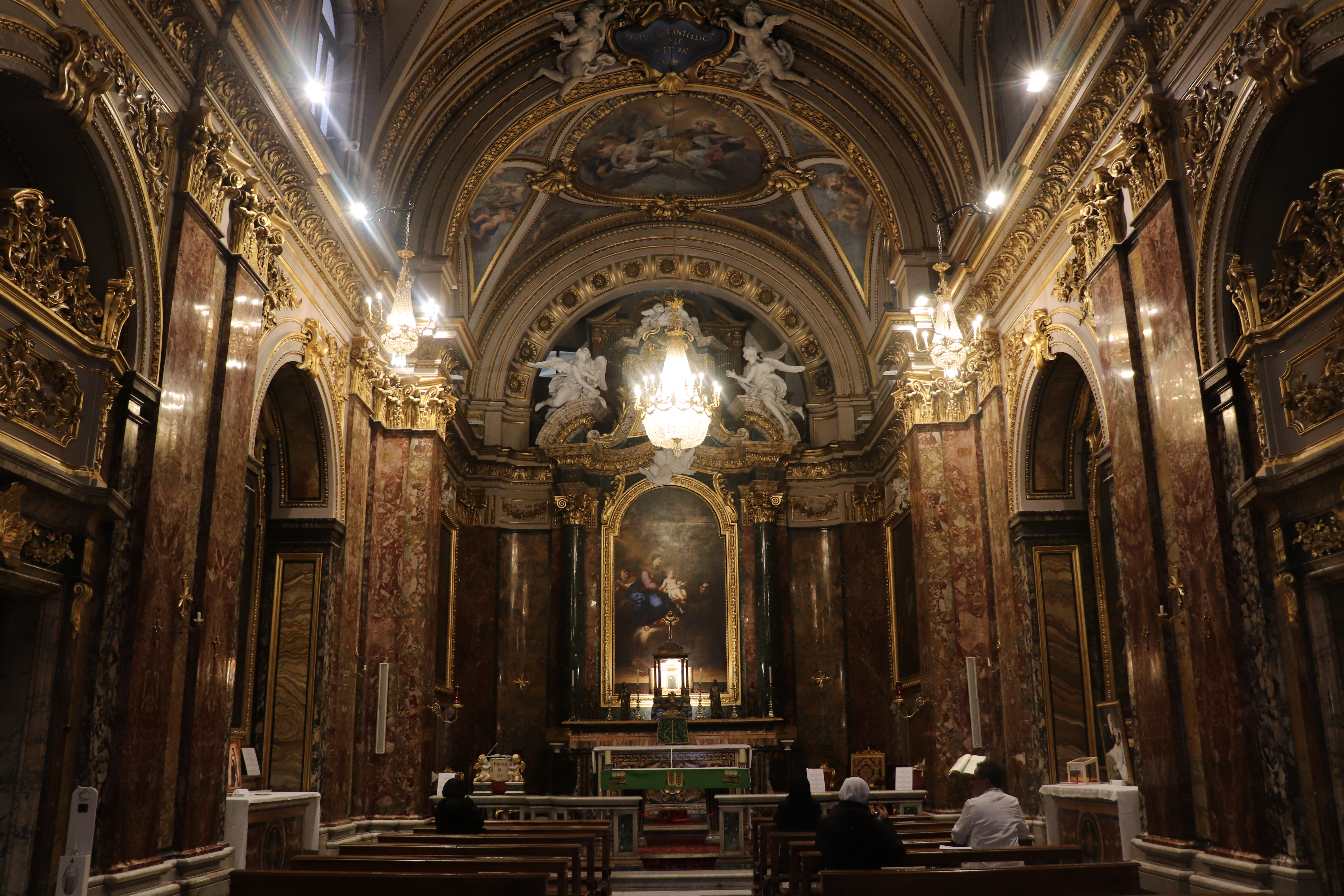
Interno

La chiesa di San Giovanni Calibita è un luogo di culto cattolico di Roma del rione Ripa, sull'Isola Tiberina, annesso all'ospedale omonimo dei Fatebenefratelli.

## Storia e descrizione
La chiesa è ricordata nel XIV secolo col nome di Sancti Ioannis de insula, ed anche Sancti Ioannis Cantofiume, ma è di antichissime origini, sorta nell'area del tempio di Iuppiter Iurarius. Armellini riferisce che la chiesa «fu arsa dai soldati di Genserico e riedificata nel 464 da Pietro vescovo di Porto, sotto la cui giurisdizione era appunto l'isola Tiberina», ma questa informazione non è ritenuta sicura da Christian Hülsen. Il più antico riferimento certo alla chiesa si trova in una bolla di papa Benedetto VIII del 1018. Per secoli la chiesa con monastero annesso fu affidata alle monache benedettine. Inoltre nei secoli XI-XIII era residenza dei vescovi di Porto.
La chiesa attuale fu costruita alla fine del XVI secolo sulle rovine di quella antica, di cui non resta più nulla: fu in questa occasione che sotto l'altare maggiore si scoprirono i resti del corpo di san Giovanni Calibita, con le reliquie di altri santi portuensi. La chiesa venne poi rinnovata nel 1640, la facciata fu completata nel 1711 e gli interni nel 1742. Il ricco apparato decorativo interno è di Corrado Giaquinto, con i dipinti con il Martirio di santa Marta, databile tra 1740 e 1742, con Sant'Ercolano, sant'Ippolito e san Taurino del 1741 e Sant'Antonio Abate in adorazione databile tra 1736 e 1742 e con gli affreschi raffiguranti la Carità e l'Assunzione di San Giovanni di Dio e la Trinità in gloria databili tra 1740 e 1741.
Nella chiesa si conserva l'immagine della Madonna della lampada, risalente al XIII secolo. Una leggenda racconta che quest'immagine, un tempo posta in riva al fiume con una lampada votiva accesa, nel 1557 venne sommersa da una esondazione del fiume; malgrado ciò la lampada continuò ad ardere, suscitando così lo stupore del popolo e la pubblica devozione.